# Frontière entre la Chine et le Népal
La frontière entre la Chine et le Népal est la frontière séparant la Chine et le Népal. C'est l'une des deux seules frontières du Népal, l'autre étant la frontière indo-népalaise.
Le Népal est le seul pays ayant une route aérienne directe avec le Tibet ; les échanges commerciaux sont limités en raison des conditions naturelles difficiles et du mauvais état des infrastructures frontalières.

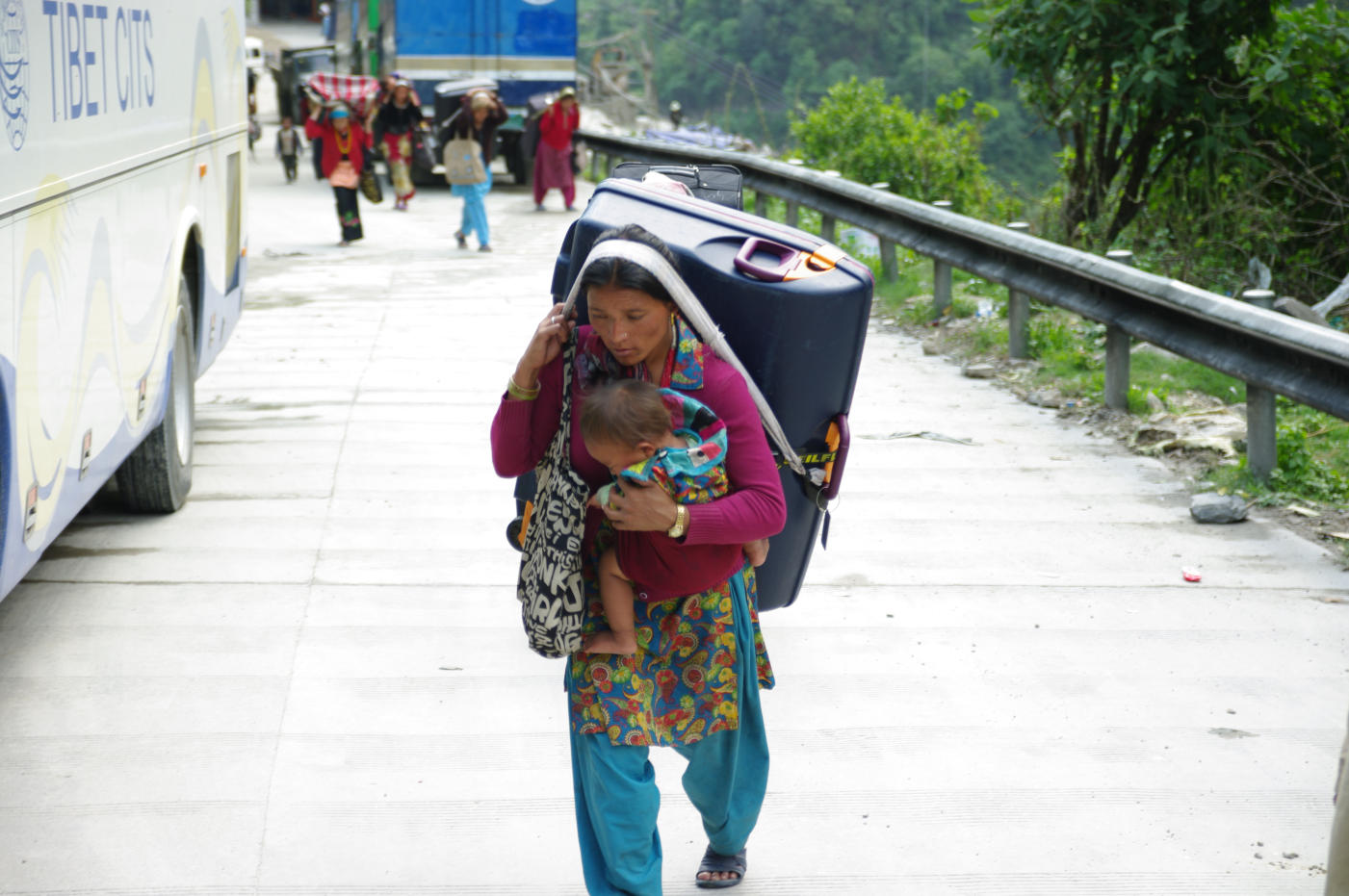
Pont de l'amitié sino-népalaise, point de passage entre le Népal et le Tibet